# بياتريس فرنسيسكو
بياتريس فرنسيسكو (بالبرتغالية: Beatriz Pomini) هي لاعبة جمباز إيقاعي برازيلية، ولدت في 11 يوليو 1996.